# 奥努乌岛
奥努乌岛是一个位于南太平洋圖圖伊拉島东南方的小火山岛。陆地面积374.83英亩(1.52 km2) ，人口476人（2000年统计），行政区划隸屬美属萨摩亚东区。1972年指定為美國國家自然地標。